# Дженга
Дженга, Дженґа (італ. Genga) — муніципалітет в Італії, у регіоні Марке,  провінція Анкона.
Дженга розташована на відстані близько 175 км на північ від Рима, 55 км на південний захід від Анкони.
Населення — 1813 осіб (2014).
Щорічний фестиваль відбувається 23 листопада. Покровитель — San Clemente.

## Демографія
Населення за роками:

Станом на 1 січня 2023 року в муніципалітеті офіційно проживало 107 іноземців з 17 країн, серед них 53 громадяни країн Євросоюзу та 4 громадяни України.

## Сусідні муніципалітети
- Арчевія
- Фабріано
- Сассоферрато
- Серра-Сан-Куїрико